# Mentimeter
Mentimeter (abreviado como Menti) es una empresa sueca con sede en Estocolmo que desarrolla y mantiene una aplicación homónima que sirve para crear presentaciones con anotaciones en tiempo real.

## Fundación y antecedentes
La aplicación Mentimeter fue creada por el empresario sueco Johnny Warström como una respuesta a reuniones improductivas. El presupuesto de arranque inicial fue de $500 000 recaudado por un grupo de inversores prominentes, que incluye a Per Appelgren en 2014, siguiendo la tendencia del mercado de invertir en Escandinavia.
La aplicación también se enfoca en la colaboración en línea para el sector educativo, permitiendo a los estudiantes o al público en general responder preguntas de forma anónima.
La aplicación permite a los usuarios compartir conocimientos y anotaciones en tiempo real en el teléfono con presentaciones, encuestas o sesiones de lluvia de ideas en clases, reuniones, encuentros, conferencias y otras actividades en grupo.

## En la actualidad
Cuenta con un modelo de negocio freemium.
Mentimeter tiene más de 20 millones de usuarios y es una de las empresas de arranque inicial que más rápido crecen en Suecia. La empresa también ocupó la posición 10 entre las 500 empresas de arranque inicial de más rápido crecimiento del lote 16. Fue clasificada como la empresa de más rápido crecimiento de Estocolmo en la edición 2018 del Premio Dagens Industri Gasell.